# Flor Isabel Villarroel
También conocida como Flor Isabel pero su nombre de pila es Flora Isabel Villarroel Gutiérrez, es una charanguista destacada de Bolivia debido a sus libros para charango, condecorada al “Honor Cívico” en mérito a sus aportes al arte, cultura paceña y boliviana con el Prócer Pedro Domingo Murillo.
Nació en La Paz un 26 de julio de 1991. Estudió música en la Universidad Loyola, en el Conservatorio Plurinacional de Música y con maestros particulares, como Saúl Callejas y Celestino Campos (Cavour;336). En mérito a su trayectoria, en el año 2017 la Sociedad Boliviana de Charango le otorgó el grado de maestra; es autora de los libros Tratado Práctico Boliviano del Charango y Volando con el Charango . Ha sido la directora de la Orquesta de los 2000 Charangos  evento realizado en el 2024 en el Stadium Félix Capriles de Cochabamba 

## Carrera profesional
Comenzó en el festival de Aiquile el año 2000 ganando el charango de Bronce, es ganadora del Charango de Oro en el Festival de Aiquile en el año 2002.  
Realizó conciertos en Bolivia, Corea del Sur, Argentina, Chile, Ecuador, Perú, Colombia, Francia y España. 

## Discografía

### 2005 - Charango Soñador[12]
CANCIONES:
1. Alfonsina y El mar - Ariel Ramírez y Felix Luna
2. Tú me Amaras - Flora Isabel Villarroel/Ricardo Monrroy
3. Charango Soñador - Flora Isabel Villarroel
4. Diablo Suelto - Joropo Venezolano
5. Copagira - Eddy Navia
6. Carretaguy - Polka Paraguaya
7. El Choclo - Angel Villoldo
8. No Llores Anahí - Flora Isabel Villarroel/ Ricardo Monrroy
9. Virgenes del Sol - Fox Trox
10. Cuando Muera el Carnaval - Arturo Pincket/ Zoilo Saavedra
11. Jarabe Tapatio - Folklor Mexicano
12. En el Altiplano - Flora Isabel Villarroel

### 2020 - Volando con el Charango
Es parte del material complementario del libro Volando con el Charango.

## Libros
- 2019 - Tratado Práctico Boliviano del Charango[14][15][16]

Contiene partituras, escalas, ejercicios, diccionario de acordes e ilustraciones.
- 2020 - Volando con el Charango[18][19][20]

## Grupos en los que ha participado
Al margen de una carrera de solista ha acompañado a varios grupos de Bolivia como Voces Morenas, Grupo Femenino Bolivia,  Beto Rodríguez, Qolqe Thikas, Sisay, Rosario Peredo  y otros.
También ha desarrollado su talento en el campo de la dirección musical con diversas orquestas de charango como la Orquesta de Charangos de El Alto, la Orquesta Experimental de Charangos de Bolivia y la Orquesta de los 2000 charangos. 